# Microplidus albifrons
Microplidus albifrons är en skalbaggsart som beskrevs av Moser 1918. Microplidus albifrons ingår i släktet Microplidus och familjen Melolonthidae. Inga underarter finns listade i Catalogue of Life.